# Zira FK
El Zira FK (en azerí: Zirə Futbol Klubu) es un club de fútbol azerbaiyano con sede en Bakú. El club participa en la Liga Premier de Azerbaiyán.  El club fue fundado en 2014. Los colores del Zira FK son azul y blanco. Al final de la temporada 2014-15, ganó su primera promoción a la Liga Premier de Azerbaiyán. Juega sus partidos de local en el Zira Olympic Sport Complex Stadium.

## Historia
El club se estableció en 2014 y se unió inmediatamente a la Primera División de Azerbaiyán.
En su primera temporada en la Primera División de Azerbaiyán, la 2014–15, logró el ascenso al terminar quinto, aunque la quinta posición no da ascenso a la Liga Premier, debido a la concesión de licencias los equipos Neftchala FK (primero), Ağsu FK (segundo), Qaradağ Lökbatan FK (cuarto), PFC Turan Tovuz (sexto), Shahdag Qusar FK (séptimo) y Shusha FK (octavo) no pudieron ascender, dándole el ascenso a Ravan Baku FK (tercero), Zira FK y Käpäz Ganja PFK (noveno).
A pesar de haber terminado segundo en su temporada inaugural en la Liga Premier de Azerbaiyán, el club no pudo competir en la UEFA Europa League, ya que el club ha existido profesionalmente por menos de tres temporadas.
En la Copa de Azerbaiyán logró su mejor actuación al llegar a cuartos de final en la edición 2014-15, siendo eliminado por el FK Qäbälä con un global de 7-2 (1-2 con Zira de local y 5-1 con Zira de visitante).

### Historia nacional
| Temporada | Liga | Liga | Liga | Liga | Liga | Liga | Liga | Liga | Liga | Copa de Azerbaiyán | Máximo goleador | Máximo goleador | Entrenador         |
| Temporada | Div. | Pos. | PJ.  | G    | E    | P    | GF   | GC   | P    | Copa de Azerbaiyán | Nombre          | Liga            | Entrenador         |
| --------- | ---- | ---- | ---- | ---- | ---- | ---- | ---- | ---- | ---- | ------------------ | --------------- | --------------- | ------------------ |
| 2014–15   | 2°   | 5°   | 30   | 19   | 6    | 5    | 61   | 19   | 63   | Primera ronda      |                 |                 | Bahram Shahguliyev |
| 2015–16   | 1°   | 2°   | 36   | 17   | 11   | 8    | 42   | 31   | 62   | Cuartos de final   | Nelson Bonilla  | 14              | Adil Shukurov      |

## Uniforme
- Uniforme titular: Camiseta azul, pantalón azul, medias azules.
- Uniforme alternativo: Camiseta blanca, pantalón azul, medias azules.

## Estadio
El estadio del Zira es el Zira Olympic Sport Complex Stadium, que tiene una capacidad de 1.500 espectadores.

## Datos del club
Actualizado el 10 de noviembre de 2016.
- Temporadas en Liga Premier de Azerbaiyán: 5 (2015-16 - 2016-17 - 2017-18 - 2018-19 - 2019-20).
- Temporadas en Primera División de Azerbaiyán: 1 (2014-15).
- Mayor goleada conseguida: .
  - En campeonatos nacionales: 4-0 al Ravan Baku FK, Liga Premier de Azerbaiyán 2015-16.
  - En torneos internacionales: 4-0 al FC DAC, 2 Ronda clasificatoria de la UEFA Conference League.
- Mayor goleada recibida:
  - En campeonatos nacionales:
    - 6-0 del Qarabağ, Liga Premier de Azerbaiyán 2018-19.
    - 6-0 del Qarabağ, Liga Premier de Azerbaiyán 2019-20.

  - En torneos internacionales: 6-0 del Omonia Nicosia, play-off de la UEFA Conference League.
- Mejor puesto en la liga: 2° en la Liga Premier de Azerbaiyán 2015-16.
- Peor puesto en la liga: 5° en la Liga Premier de Azerbaiyán 2018-19.
- Máximo goleador: Nelson Bonilla (14 goles).
- Más partidos disputados: Victor Kayode Igbekoyi (42).

## Palmarés
- Liga Premier de Azerbaiyán
  - Subcampeón (3): 2015-16, 2023-24, 2024-25

## Participación en competiciones de la UEFA
| Competicion UEFA | Competicion UEFA              | Competicion UEFA  | Competicion UEFA    | Competicion UEFA | Competicion UEFA | Competicion UEFA |
| Temporada        | Torneo                        | Ronda             | Club                | Casa             | Visita           | Global           |
| ---------------- | ----------------------------- | ----------------- | ------------------- | ---------------- | ---------------- | ---------------- |
| 2017–18          | UEFA Europa League            | 1ª Clasificatoria | Differdange 03      | 2–0              | 2–1              | 4–1              |
| 2017–18          | UEFA Europa League            | 2ª Clasificatoria | Astra Giurgiu       | 0–0              | 1–3              | 1–3              |
| 2022–23          | UEFA Europa Conference League | 2ª Clasificatoria | Maccabi Tel Aviv    | 0–3              | 0–0              | 0–3              |
| 2024–25          | UEFA Europa League            | 1ª Clasificatoria | Sheriff Tiraspol    | 1–2 (aet)        | 1−0              | 2–2 (4–5] p)     |
| 2024–25          | UEFA Conference League        | 2ª Clasificatoria | DAC Dunajská Streda | 4–0              | 2–1              | 6–1              |
| 2024–25          | UEFA Conference League        | 3ª Clasificatoria | Osijek              | 2–2 (aet)        | 1–1              | 3–3 (2–1 p)      |
| 2024–25          | UEFA Conference League        | Playoff           | Omonia              | 1–0              | 0–6              | 1–6              |
| 2025–26          | UEFA Conference League        | 2ª Clasificatoria | Hajduk Split        | 1–1              | 1-2 (aet)        | 2–3              |